# Brokenspeakers
I Brokenspeakers sono stati un collettivo hip hop italiano.

## Storia del gruppo
Si sono formati nel 2006 dall'unione dei gruppi Circolo Vizioso (Coez, Nicco e Franz) e Unabombers (Lucci, Hube e Ford78). Il debutto dei Circolo Vizioso è avvenuto nel 2006 nel disco Guerra Fra Poveri di Mr. Phil con "Questo è Amore", mentre il debutto ufficiale del collettivo è avvenuto nel 2007 con l'EP del rapper Lucci, intitolato Featuring Lucci, che racchiude collaborazioni con tutta la crew.
Negli anni la crew è arrivata a stringere rapporti e ad esibirsi con alcuni degli esponenti più rappresentativi dell'hip hop italiano, quali Colle der Fomento, Kaos, TruceKlan, Kiave, Ghemon.
Nel 2009 esce il primo album ufficiale del collettivo, L'album.
Nel 2012 pubblicano il secondo album ufficiale Fino al collo e annunciano la fine del progetto "Brokenspeakers", dichiarando di voler continuare con carriere soliste.
Nel 2019 alcune tracce dell'album "Fino al Collo" (Da vicino, Cammina con me e Sempre uguale, quest'ultima rinominata "Alti e Bassi") vengono incluse, in parte riarrangiate, nella colonna sonora della seconda stagione di Suburra - La serie.

## Formazione
I componenti del collettivo erano otto, dei quali cinque rapper e tre DJ producer.
- Lucci è stato l'artefice dell'esordio del collettivo con la pubblicazione dell'EP Featuring Lucci, che ha segnato l'inizio del progetto Brokenspeakers.
- Coez è stato il primo componente della crew a pubblicare un album ufficiale da solista, Figlio di nessuno, uscito nel 2009, un secondo nel 2013 (Non erano fiori), un terzo nel 2015 (Niente che non va), un quarto nel 2017 (Faccio un casino), che ottiene un buon successo commerciale. Pubblica nel 2019 il quinto album È sempre bello, nel 2021 il sesto, Volare. Segue poi nel 2023 con l'album Lovebars realizzato insieme a Frah Quintale, e nel 2025 con il settimo album 1998.
- Hube è stato il secondo componente della crew a pubblicare un album da solista, Cuore Matto, uscito nel 2011. È tra i membri più attivi del collettivo, insieme a Coez e Lucci.
- Nicco svolge all'interno della crew una duplice attività, quella di rapper e quella di produttore video.
- Franz è il membro meno attivo del collettivo. Vanta tuttavia numerose collaborazioni interne ed esterne alla crew accumulate negli anni.
- Ford 78 è il beatmaker principale del collettivo.
- Ceffo è ai piatti nei concerti, è il DJ vero e proprio della crew.

## Discografia

### Album in studio
- 2009 – L'album
- 2012 – Fino al collo

### Mixtape
- 2008 – The Secret Mixtape Vol. 1
- 2010 – The Secret Mixtape Vol. 2
- 2011 – Tuff Music Mixtape